# Pandora Nox
Pandora Nox es una artista drag, disc jockey, maquilladora, bailarina, coreógrafa y contorsionista austriaca. Es conocida por ganar la primera temporada de Drag Race Alemania y ser coronada como "La primera superestrella drag de Alemania".

## Carrera
Pandora Nox fue revelada como una de las concursantes de la primera temporada de Drag Race Alemania, que comenzó a transmitirse el 5 de septiembre de 2023. Se convirtió en la primera mujer cisgénero en competir en el programa, y la tercera en la franquicia Drag Race, después de Victoria Scone y Clover Bish. Durante su tiempo en el programa, se ubicó entre los dos últimos puestos en dos ocasiones, eliminando a Tessa Testicle y Loreley Rivers. Con dos victorias en el desafío principal y una victoria en la pasarela, fue finalista junto a Metamorkid e Yvonne Nightstand. En el episodio final, tomó parte en una batalla de lip sync con la canción «Rise Like a Phoenix» de Conchita Wurst. Pandora Nox finalmente fue la ganadora de la temporada y se convirtió en la primera ganadora AFAB de la franquicia.

## Filmografía

### Televisión
| Año  | Título             | Papel       | Notas    | Ref.  |
| ---- | ------------------ | ----------- | -------- | ----- |
| 2023 | Drag Race Alemania | Concursante | Ganadora | [ 3 ] |